# Adelferius d'Amalfi
Adelferius d'Amalfi (Xe siècle) fut duc usurpateur d'Amalfi de 984 à mars-juillet 986.
Adelferius est un des fils cadets du duc Sergius Ier d'Amalfi; Il usurpe le duché d'Amalfi de 984 à 986, pendant que son frère, Manson Ier, s'impose à Salerne. Il associe sous le nom de Sergius [II] son fils à son pouvoir. Lorsque Manson Ier revient à Amalfi entre mars et juillet 986 il contraint  Adelferius et son épouse Drosa à s'enfuir dans le duché de Naples .
Adelferius et son épouse Drosa ou Drosu (morte après le 10 mai 1012 laissent trois fils: 
- Sergius [II] (mort après le 10 mai 1012).  Un document du 20 mai 985 se réfère à  temporibus domni Adelferii et domini Sergii genitori et filio…ducibus anno primo de qui indique qu'il fut associé à son père comme co-duc d'Amalfi.

- Mauro (mort après le 10 mai 1012). il est évoqué avec s amère Drosu et ses frères Sergius et Adémar losr d'une donation faite à Naples en faveur de l'archevêque d'Amalfi le 10 mai 1012 à la mémoire d'Adelferius :  « Drosu ducissa relicta q. vone memorie d. Adelferii…ducis…filius…d. Sergii…ducis et imperiales patricii et Sergius dux et Mauro et Ademarius germanis idest genetrix et filii  »

- Adémar (mort après le 10 mai 1012).  évoqué avec s amère et ses frères lors de la donation du 10 mai 1012.

## Sources
- (en) Cet article est partiellement ou en totalité issu de l’article de Wikipédia en anglais intitulé « Adelfer of Amalfi » (voir la liste des auteurs).

1. ↑  Venance Grumel Traité d'études byzantines La Chronologie I « Préfets et ducs d'Amalfi » p. 422